# Bothropolys epelus
Bothropolys epelus är en mångfotingart som beskrevs av Chamberlin 1931. Bothropolys epelus ingår i släktet Bothropolys och familjen stenkrypare. Inga underarter finns listade i Catalogue of Life.